# Giresun (circonscription électorale)
La circonscription électorale de Giresun correspond à la province du même nom et envoie 4 députés à la Grande assemblée nationale de Turquie.

## Composition
La circonscription de Giresun est divisée en 16 districts (ilçe). Chaque district est composé d'un chef-lieu et de municipalités (communes et villages).

## Résultats électoraux

### Élections législatives de 2018
| Partis                   | Partis                                        | Voix    | %     | Sièges | +/-           | Élus                                      |
| ------------------------ | --------------------------------------------- | ------- | ----- | ------ | ------------- | ----------------------------------------- |
|                          | Parti de la justice et du développement (AKP) | 156 447 | 53,65 | 3      |               | Cemal Öztürk, Kadir Aydın et Sabri Öztürk |
|                          | Parti républicain du peuple (CHP)             | 51 840  | 17,78 | 1      | en stagnation | Necati Tığlı                              |
|                          | Le Bon Parti (İYİ)                            | 41 997  | 14,40 | 0      | Nv.           |                                           |
|                          | Parti d'action nationaliste (MHP)             | 31 556  | 10,82 | 0      | en stagnation |                                           |
|                          | Parti démocratique des peuples (HDP)          | 4 499   | 1,54  | 0      | en stagnation |                                           |
|                          | Parti de la félicité (SP)                     | 3 634   | 1,25  | 0      | en stagnation |                                           |
|                          | Parti patriote (VATAN)                        | 835     | 0,29  | 0      | en stagnation |                                           |
|                          | Parti de la cause libre (HÜDA PAR)            | 813     | 0,28  | 0      | en stagnation |                                           |
|                          |                                               |         |       |        |               |                                           |
| Total                    | Total                                         | 291 621 | 100   | 4      | en stagnation | -                                         |
| Inscrits / participation | Inscrits / participation                      | 334 730 | 86,70 |        |               |                                           |

### Élections législatives de 2023
| Partis                   | Partis                                        | Voix    | %     | Sièges | +/-           | Élus                     |
| ------------------------ | --------------------------------------------- | ------- | ----- | ------ | ------------- | ------------------------ |
|                          | Parti de la justice et du développement (AKP) | 133 761 | 43,12 | 2      | 1             | Nazım Elmas et Ali Temür |
|                          | Parti républicain du peuple (CHP)             | 64 115  | 20,67 | 1      | en stagnation | Elvan Işık Gezmiş        |
|                          | Parti d'action nationaliste (MHP)             | 48 431  | 15,61 | 1      | 1             | Ertuğrul Gazi Konal      |
|                          | Le Bon Parti (İYİ)                            | 39 428  | 12,71 | 0      | en stagnation |                          |
|                          | Nouveau parti de la prospérité (YRP)          | 7 628   | 2,46  | 0      | Nv.           |                          |
|                          | Parti de la victoire (ZP)                     | 4 754   | 1,53  | 0      | Nv.           |                          |
|                          | Parti de la patrie (M)                        | 2 483   | 0,80  | 0      | Nv.           |                          |
|                          | Parti de la grande unité (BBP)                | 1 822   | 0,59  | 0      | en stagnation |                          |
|                          | Parti de la gauche verte (YSP)                | 1 750   | 0,56  | 0      | en stagnation |                          |
|                          | Parti des travailleurs de Turquie (TIP)       | 1 613   | 0,52  | 0      | en stagnation |                          |
|                          | Parti de la justice (AP)                      | 1 465   | 0,47  | 0      | Nv.           |                          |
|                          | Parti des droits et libertés (HAK)            | 575     | 0,19  | 0      | en stagnation |                          |
|                          | Parti de la nation (MP)                       | 327     | 0,11  | 0      | en stagnation |                          |
|                          | Parti communiste de Turquie (TKP)             | 325     | 0,10  | 0      | en stagnation |                          |
|                          | Parti de libération du peuple (HKP)           | 320     | 0,10  | 0      | en stagnation |                          |
|                          | Parti patriote (VATAN)                        | 315     | 0,10  | 0      | en stagnation |                          |
|                          | Parti de gauche (SOL)                         | 197     | 0,06  | 0      | en stagnation |                          |
|                          | Parti de l'union du pouvoir (GBP)             | 166     | 0,05  | 0      | Nv.           |                          |
|                          | Parti de la route nationale (MYP)             | 158     | 0,05  | 0      | Nv.           |                          |
|                          | Mouvement communiste (TKH)                    | 90      | 0,03  | 0      | Nv.           |                          |
|                          | Parti de l'innovation (YP)                    | 49      | 0,02  | 0      | Nv.           |                          |
|                          | Parti de la justice et de l'unité (AB)        | 14      | 0,00  | 0      | Nv.           |                          |
|                          | Parti jeune (GP)                              | 11      | 0,00  | 0      | en stagnation |                          |
|                          | Parti de la mère patrie (ANAP)                | 9       | 0,00  | 0      | en stagnation |                          |
|                          | Indépendants (Ind.)                           | 383     | 0,12  | 0      | en stagnation |                          |
|                          |                                               |         |       |        |               |                          |
| Total                    | Total                                         | 310 189 | 100   | 4      | en stagnation | -                        |
| Inscrits / participation | Inscrits / participation                      | 349 475 | 88,31 |        |               |                          |